# 2000 CO114
2000 CO114, também escrito como 2000 CO114, é um objeto transnetuniano (TNO) que está localizado no cinturão de Kuiper, uma região do Sistema Solar. Este corpo celeste é classificado como um cubewano. Ele possui uma magnitude absoluta (H) de 6,9 e, tem um diâmetro estimado com cerca de 183 km, por isso existem poucas chances que o mesmo possa ser classificado como um planeta anão, devido ao seu tamanho relativamente pequeno.

## Descoberta
2000 CO114 foi descoberto no dia 05 de fevereiro de 2000 pelo astrônomo Marc W. Buie.

## Órbita
A órbita de 2000 CO114 tem uma excentricidade de 0.061 e possui um semieixo maior de 46.143 UA. O seu periélio leva o mesmo a uma distância de 43.317 UA em relação ao Sol e seu afélio a 48.969.